# Tetiana Ptaszkina
Tetiana Wołodymyriwna Ptaszkina, ukr. Тетяна Володимирівна Пташкіна (ur. 10 stycznia 1993) – ukraińska lekkoatletka specjalizująca się w trójskoku.
Brązowa medalistka młodzieżowych mistrzostw Europy w Tallinnie (2015). W tym samym roku, bez awansu do finału, startowała na światowym czempionacie w Pekinie.
Złota medalistka mistrzostw Ukrainy oraz reprezentantka kraju w drużynowych mistrzostwach Europy.
Rekordy życiowe: stadion – 14,08 (9 lipca 2015, Tallinn); hala – 13,68 (26 lutego 2016, Sumy).

## Osiągnięcia
| Rok  | Impreza                                 | Miejsce    | Pozycja           | Wynik |
| ---- | --------------------------------------- | ---------- | ----------------- | ----- |
| 2015 | Halowe mistrzostwa Europy               | Praga      | el. – 20. miejsce | 13,41 |
| 2015 | Superliga drużynowych mistrzostw Europy | Czeboksary | 8. miejsce        | 13,83 |
| 2015 | Młodzieżowe mistrzostwa Europy          | Tallinn    | 3. miejsce        | 14,05 |
| 2015 | Mistrzostwa świata                      | Pekin      | el. – 27. miejsce | 13,05 |